# Vượn cáo nâu
Vượn cáo nâu (danh pháp hai phần: Eulemur fulvus) là một loài vượn cáo trong họ Lemuridae. Nó được tìm thấy ở Madagascar và Mayotte.

## Phân bố
Loài này sinh sống phổ biến ở phía Tây Madagascar về phía bắc của sông Betsiboka và phía đông Madagascar trong khu vực nằm giữa sông Mangoro và sông Tsaratanana, cũng như trong nội địa Madagascar kết nối các phạm vi phía Đông và phía Tây. Chúng cũng sống trên đảo Mayotte, mặc dù quần thể này được cho là do con người du nhập.

## Miêu tả
Chúng có lông màu nâu, tổng chiều dài 84 đến 101 cm, bao gồm đuôi dài từ 41 đến 51 cm. Trọng lượng khoảng 2–3 kg. Lông ngắn, rậm, chủ yếu là màu nâu hoặc màu nâu xám. Mõm, mặt và chóp đầu có lông màu xám sẫm hoặc đen với các mảng lông quanh lông mày nhạt màu, và đôi mắt là màu đỏ da cam.

## Khẩu phần ăn
Chế độ ăn chủ yếu trái cây, lá non, và hoa. Trong một số địa điểm nó ăn động vật không xương sống, chẳng hạn như ve sầu, nhện và cuốn chiếu. Nó cũng ăn vỏ cây, nhựa, đất và đất sét đỏ. Nó có thể chịu đựng mức độ lớn hơn của các hợp chất độc hại từ các lá cây hơn so với các loài bán hầu (Prosimii) khác.

## Hình ảnh

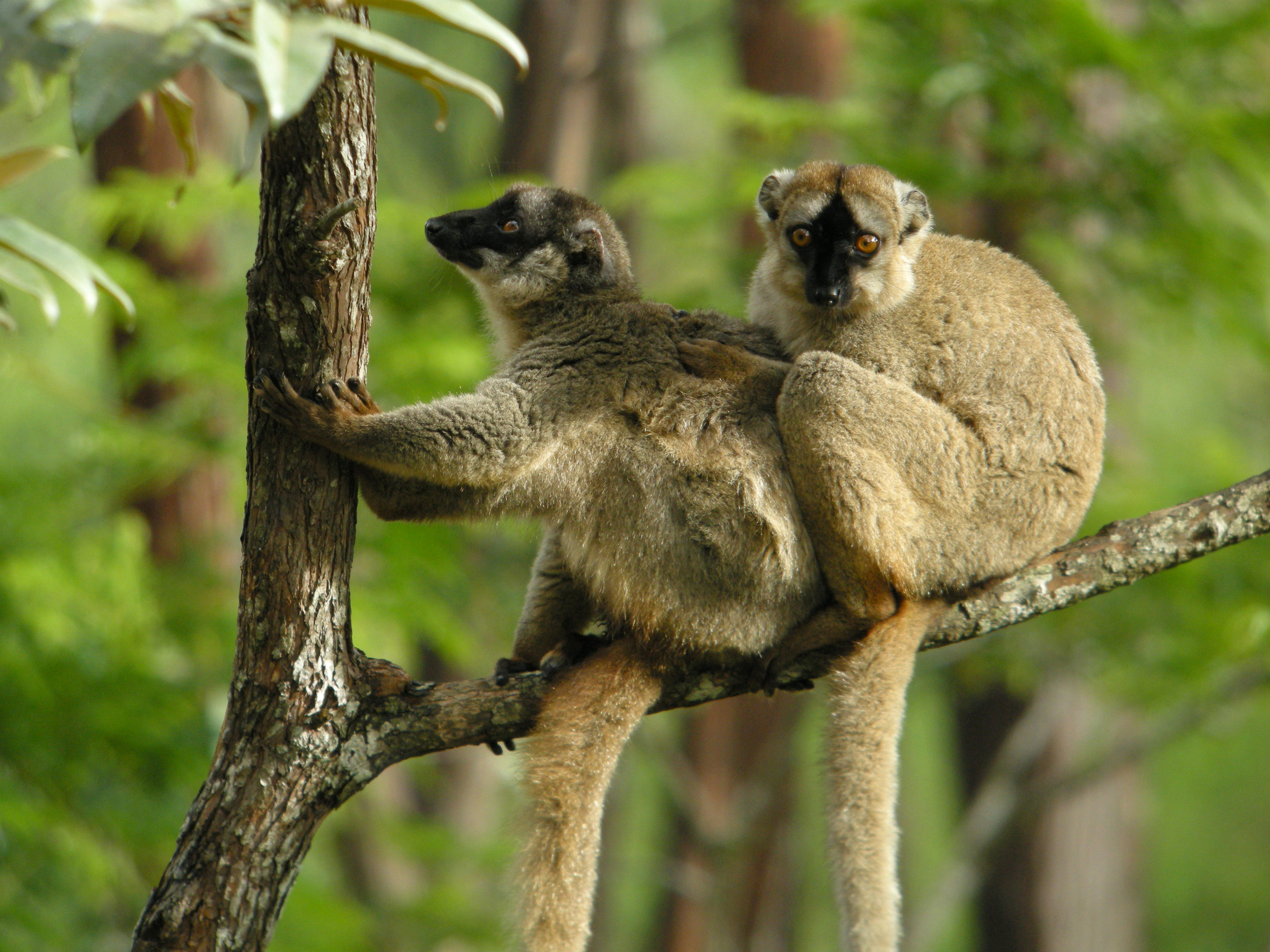
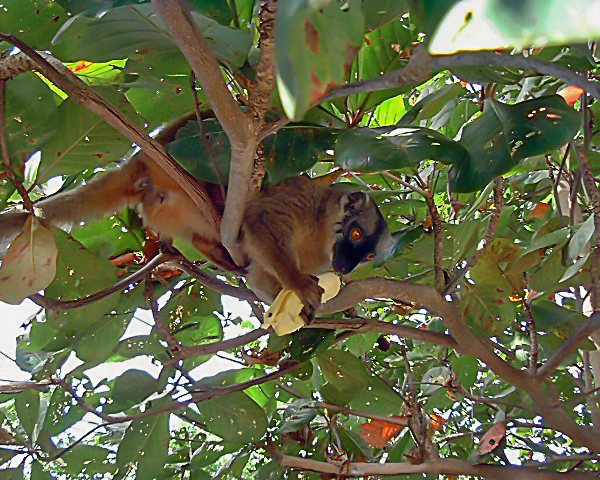
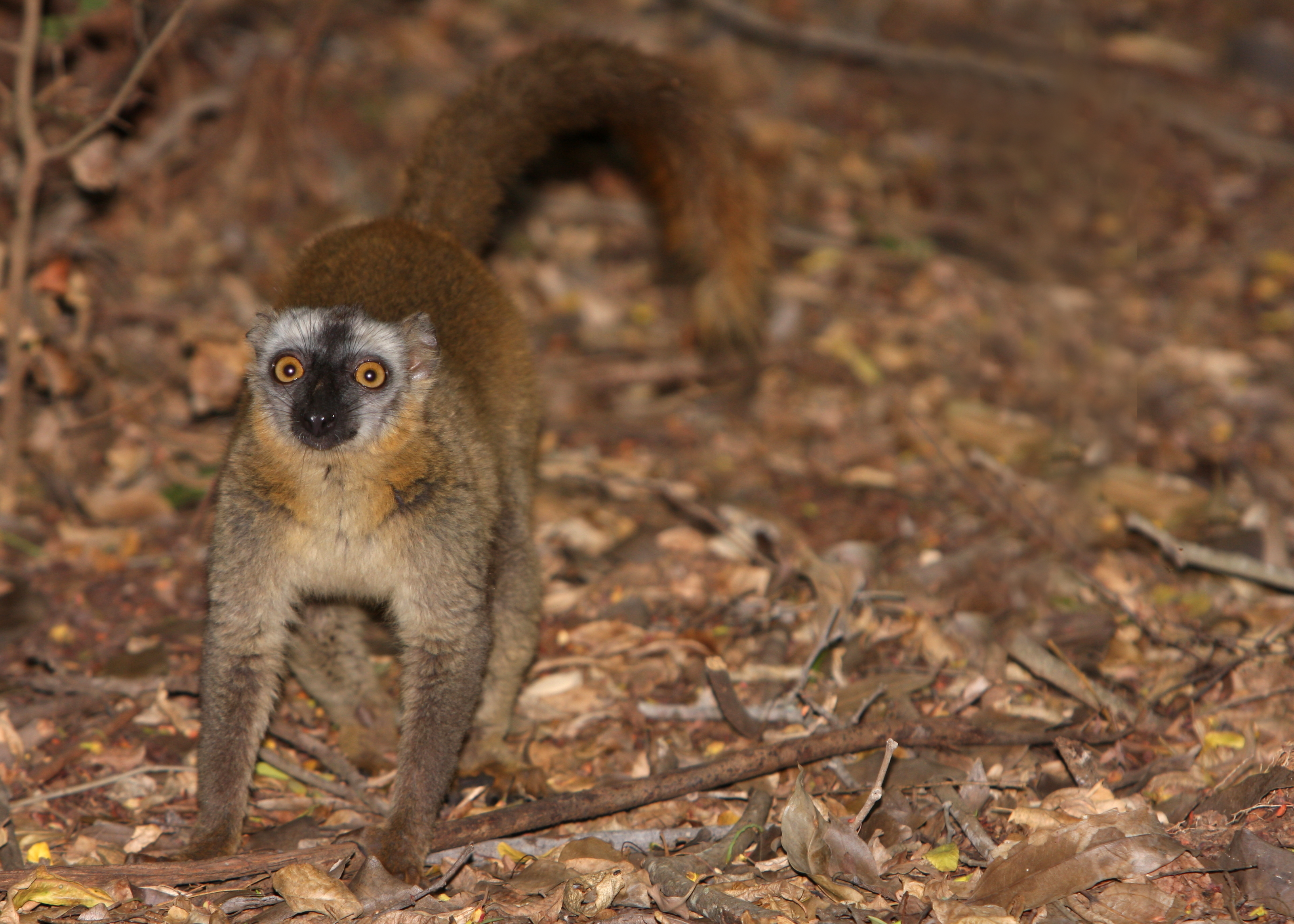
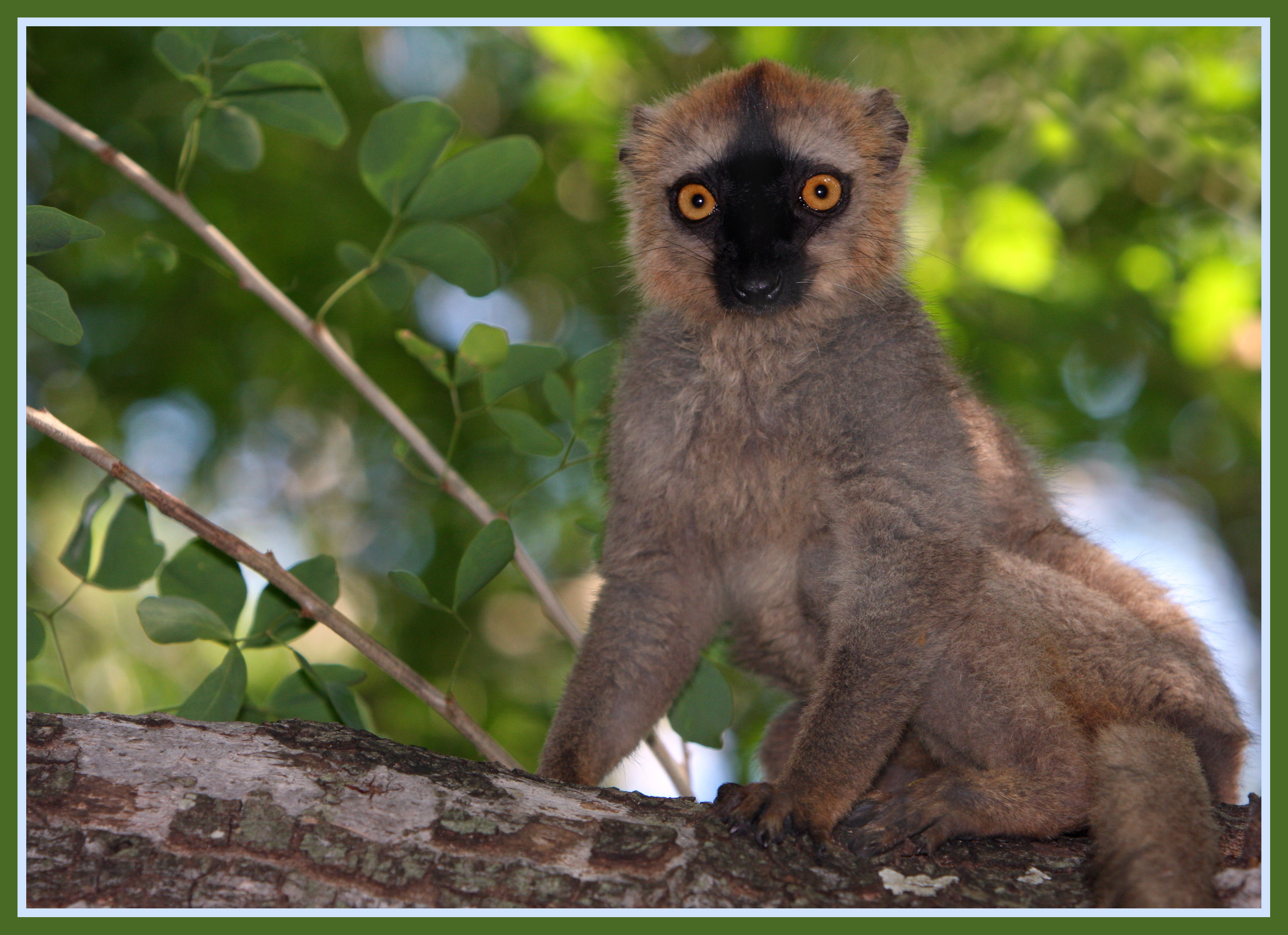